# Richard Petty
Richard Lee Petty (2 de juliol de 1937), anomenat The King, és un expilot de NASCAR que va córrer en la Strictly Stock/Grand National Era i en les NASCAR Winston Cup Series.